# Noro
Noro este un film românesc din 2002 regizat de Radu Gabrea. Rolurile principale au fost interpretate de actorii Tudor Necula, Victoria Cociaș, Dorel Vișan.

## Distribuție
Distribuția filmului este alcătuită din:
- Dorel Vișan — Tatăl lui Noro
- Tudor Necula — Noro
- Horațiu Mălăele — Scapino
- Lia Manțoc — Scenografa
- Iulia-Ana Sfârlea — Bianca
- Coca Bloos
- Marius Stănescu — Fulea
- Viorel Comănici
- Lucian Ifrim — Tatăl Biancăi
- Valentin Teodosiu
- Victoria Cociaș — Mama lui Noro
- Emanuel Petran
- Papil Panduru